# Rugdijk
Rugdijk is een buurtschap in de gemeente Tilburg in de Nederlandse provincie Noord-Brabant. Het ligt iets ten noordoosten van de stad Tilburg aan de weg naar Quirijnstok.
Noord-Brabant: Steden en dorpen      Nederland: Provincies · Gemeenten